# Adelén
Adelén, pseudonimo di Adelén Rusillo Steen (Tønsberg, 4 novembre 1996), è una cantante norvegese.

## Biografia
È nata da padre norvegese, originario della città di Horten, e da madre spagnola originaria del comune di Bailén.
Ha iniziato la carriera musicale nel 2013, partecipando, con il brano Bombo, alla selezione nazionale dei Melodi Grand Prix, concorso creato per scegliere il rappresentante della Norvegia all'Eurovision Song Contest 2013, classificandosi al secondo posto; il singolo ha comunque raggiunto la seconda posizione nella classifica norvegese di iTunes, apparendo anche nella prestigiosa VG-lista e vincendo sia l'OGAE Second Chance Contest che l'Eurodanceweb Award, entrambi nel 2013.
Sempre nello stesso anno ha collaborato con Simon Fuller per farsi conoscere maggiormente a livello internazionale. Il 21 giugno 2013 pubblica il singolo Baila Conmigo. Nel 2014 pubblica il suo nuovo singolo dal titolo Always on My Mind e viene scelta per incidere Olé, uno dei brani ufficiali del Campionato mondiale di calcio 2014, contenuto nell'album One Love, One Rhythm - The 2014 FIFA World Cup Official Album.

## Discografia parziale

### Singoli
- 2013 – Bombo
- 2013 – Baila conmigo
- 2014 – Always On My Mind
- 2014 – Olé
- 2014 – Spell on Me
- 2016 – Wild like Me
- 2017 – Go Home
- 2017 – Big Bad Bitter
- 2019 – What's Next
- 2019 – Beat
- 2019 – Somewhere We Can Talk
- 2021 – Safety Light
- 2021 – Obsessed
- 2022 – Mala feat. Fireboy DML

## Filmografia
- Prebz og Dennis: The Movie, regia di Kaspar Synnevaag (2017)